# Vanløse IF
Vanløse Idræts Forening – duński klub piłkarski z siedzibą w Vanløse, dzielnicy stolicy Danii Kopenhagi. Stosowana jest także bardziej skrócona nazwa klubu – VIF.

## Historia
Vanløse IF został założony w 1921 roku. W 1974 roku zdobył Puchar Danii, pokonując w finale 5:2 Odense Boldklub. W tym samym roku awansował do 1. division. Zdobycie krajowego pucharu pozwoliło na jedyny do dziś występ w europejskich pucharach – w Pucharze Zdobywców Pucharów 1974/1975. W pierwszej rundzie Vanløse IF trafił na portugalski klub SL Benfica. W Lizbonie duńska drużyna przegrała 0:4, natomiast u siebie 1:4, więc do dalszych gier awansowała Benfica.
W 1. division Vanløse IF zadebiutował w 1975 roku, zajmując 8. miejsce. W następnym roku zajął ostatnie, 16. miejsce, i spadł do 2. division. Był to jak dotąd jego ostatni występ w najwyższej lidze Danii.

## Sukcesy
- Puchar Danii w piłce nożnej
  - zwycięstwo (1): 1974

## Europejskie puchary
Legenda do wszystkich tabel:
- Q – runda eliminacyjna, 1/16, 1/8, 1/4, 1/2 – odpowiednia faza rozgrywek, Grupa – runda grupowa, 1r gr – pierwsza runda grupowa, 2r gr – druga runda grupowa, F – finał, R – runda, PO – play-off
- k. – rzuty karne, los. – losowanie, Dogr. – dogrywka, w. – zasada bramek strzelonych na wyjeździe

| Sezon   | Rozgrywki                 | Runda | Przeciwnik | Dom | Wyjazd | Ogólnie |
| ------- | ------------------------- | ----- | ---------- | --- | ------ | ------- |
| 1974/75 | Puchar Zdobywców Pucharów | 1R    | SL Benfica | 1–4 | 0–4    | 1–8     |